# Ronald Fogleman
El General Ronald Robert Fogleman (nació el 27 de enero de 1942) fue Jefe del Estado Mayor de las Fuerzas Aéreas de Estados Unidos. Como jefe, ocupó el cargo de los altos uniformados de la Fuerza Aérea funcionario responsable de la organización, capacitación y equipaje de 750,000 en servicio activo, guardia, Reserva y las fuerzas civiles que prestan servicios en los Estados Unidos y el extranjero. Como miembro de los Jefes del Estado Mayor, él y los demás jefes de servicio funcionan como asesores militares al Secretario de Defensa de los Estados Unidos, Consejo Nacional de Seguridad y al presidente.